# Course de la Médaille
« La Médaille » est une épreuve de vitesse, hebdomadaire et dominicale, pendant la saison d'hiver, d'octobre à mars. Destinée au moins de 21 ans, elle sert de prospection en cyclisme sur piste, l'équivalent du Premier pas Dunlop sur route. En 1919, Robert Desmarets recrée la course de la médaille au Vel'd'Hiv. En 1923, Jean Michel, président du Voltaire-Sportif et starter officiel du Vel'd'Hiv, définit le règlement. La course est ouverte à tous les coureurs, à partir de l’âge de 16 ans, licenciés amateurs, de l'U. V. F., à l'exclusion de tous ceux ayant des antécédents cyclistes. Un coureur ayant gagné deux fois une course de la Médaille ou figuré quatre fois dans une finale ne pourra plus y prendre part. Le développement maximum autorisé est de 22 x 7 ou de 25 x 8, 44 X 14 ou 50 X 16 contrôlé par un personnage que l'on appelle "le dentiste".
La « Grande Finale », finale de 19 courses hivernales, qui se court en prologue des six jours de Paris est souvent révélatrice d'un nouvel « as ». Le vainqueur reçoit une médaille en or gravée. Celui qui atteint cette finale peut envisager un avenir de pistard comme Jean Cugnot, Lucien Faucheux, Léon Galvaing, Lucien Michard, Avanti Martinetti, Roger Beaufrand, Marcel Guimbretière...
Le « Challenge André Trialoux », classement par points, récompense les clubs.
Il existe une course de la Médaille en demi-fond. Il existe des courses de la médaille dans les régions, à Bordeaux notamment.

## Histoire
Crée en 1893, elle se court d'abord au premier Parc des Princes ; recrée au  Vel'd'Hiv par Robert Desmarets et Jean Michel du Voltaire-Sportif elle se court au Vel'd'Hiv jusqu'en 1959, ensuite au nouveau Parc des Princes.

## Palmarès

### Parc des Princes
- 1901 : Bone[6]
- 1902 : Porter[7]

### Vel' d'Hiv'
- 1919 : Georges Paillard[8]
- 1920 : Lucien Faucheux
- 1921 : Lucien Michard[9]

- 1921 (Octobre) : Eugène Brossard[10]
- 1922 (février) : Lucien Revelly (Montparnasse Sportif)[11]
- 1922 - Grande Finale : Lucien Revelly

- 1922 (Octobre) : 1. Plaisant (Voltaire-Sportif), 2. Magdeleine (Gob. Sp.), 3. Meng (VCP)[12]
- 1923 - Grande Finale : 1.Tourette, Mouton, Léon Galvaing[13]

- 1923 (novembre) : Delond[14]
- 1923 (décembre) : Ankersmit[15]
- 1924 (janvier) : Dalphin[16]

- 1924 (novembre) : Tapie[17]
- 1925 (janvier) : Lacoste[18]
- 1925 (février) : Guignard[19]
- 1925 : Avanti Martinetti[20]

- 1925 (15 novembre) : Pierre Gayda (Club sportif international)
- 1925 (22 novembre) : Pierre Gayda (Club sportif international)
- 1926 : Georges Bridier[21]
- 1926 (février) : Bertrand[22]
- 1926 - Grande Finale : Roger Beaufrand, devant Alfred Letourneur, Tièchard et Bertrand[23]

- 1926 : Pierre Blondy
- 1926 (novembre - 3e médaille) : Pierre Blondy[2]
- 1926 (novembre - 4e médaille) : Jean Maréchal (VGS)[24].
- 1926 (décembre - 5e médaille) : René Comboudoux[25]
- 1926 (décembre) : Jean Maréchal[26]
- 1926 (décembre - 7e médaille) : Marcel Jean[27].
- 1927 - Grande Finale : Louis Zwahlen (cyclisme)[note 2], devant Pierre Blondy[28],[29]

- 1927 : Alfred Marco[30]
- 1927 (novembre) : Baudin (ESPSM)[31],[32]
- 1927 (novembre) : Henri Lemoine[33]
- 1927 (novembre) : Fontaine[34]
- 1927 (décembre) : Mouhot (GCS)[35]
- 1927 (décembre -7e) : Yves Van Massenhove(VS)[36],[37]
- 1927 (décembre -8e) :  Henri Lemoine[38]
- 1928 (février - 13e) : Yves Van Massenhove (VS)[39],[40]
- 1928 (février): Renaud[41],[32]
- 1928 - Grande Finale : Henri Lemoine (VCS 14e), Renaud (VS), Yves Van Massenhove (VS)[42],[43]

- 1928 (décembre -6e) : Jean Giliberti (Lutèce Sportif)[44]
- 1929 (janvier) : Marcel Guimbretière[45]
- 1929 (février) : Henri Pierre
- 1929 - Grande Finale : Marcel Guimbretière[46]

- 1929 : Lecocq[47]
- 1929 : Lucien Weiss (C. S. Belleville), 2 finales hebdomadaires.
- 1929 : Maurice Perrin[47]

- 1930 (Janvier - 11e médaille) : Jean Caugant (GCS)[48]
- 1930 (Janvier - 13e médaille) : Jean Caugant[49],[50]
- 1930 : Lecocq (GCS)[51]
- 1930 - Grande Finale : Maurice Perrin (Vaugirard-Grenelle sportif) devant Lecocq, Ulrich et Moret[52]

- 1930 (octobre) : Bruno Tosi[53]
- 1930 (novembre) : Arthur Sérès[54]
- 1930 (décembre - 5e) : Kaiser (SF)[55]
- 1930 (6e) : Diot (V.C. Neuilly)
- 1930 (décembre - 9e) : Diot (V.C. Neuilly)[56]
- 1931 (janvier - 10e) : Laumonnier (CSC)
- 1931 (janvier - 11e) : Laumonnier (CSC)[57]
- 1931 (janvier) : Léon Le Calvez[58]
- 1931 - Grande Finale : Maté ou Mathié[59],Laval, Travezi[60]

- 1931 (6e médaille) : Ghisoni[61]
- 1931 (novembre) : Émile Diot[62]
- 1931 (novembre) : Chatelier[63]
- 1931 (décembre): Kayser[64]
- 1931 (décembre): Guillaume Driessens[65],[66]
- 1932 (février - 15e médaille) : Ghisoni[61]
- 1932 (février) : Lefeu[67]
- 1932 (février) : Matuizzi[68]
- 1932  - Grande Finale : Louis Chaillot (Voltaire-Sportif) devant  Émile Diot[69] et Laumonier.

- 1932 (octobre) : Pierre Ragot[70]
- 1932 (novembre) : Georges Maton (VC Le Perreux)[71],[72],[73]
- 1932 (5e médaille - novembre) : Marcel Jézo[74]
- 1932 (6e médaille - novembre) : Marcel Jézo[75]
- 1932 (décembre) : Roger Guyou[76]
- 1932 (décembre) : Pierre Ragot[77]
- 1932 (10e médaille - décembre) : Latour (AC Citroën)[78]
- 1933 (janvier) : Duriez[79]
- 1933 (janvier) : Hittinger(Gros-Caillou Sportif)[80]
- 1933 (janvier) : Bagolle (Vaugirard-Grenelle Sportif)[81]
- 1933 (mars) : Hittinger (Gros-Caillou Sportif)[82]
- 1933 (février) : Rallier[83]
- 1933 - Grande Finale :  Marcel Jézo[84] devant Pierre Ragot et Hittinger

- 1933 (octobre) : Antoine[85]
- 1933 (octobre) : Cérutti (Vaugirard-Grenelle Sportif)[86]
- 1933 (novembre) : Pierre Georget[87]
- 1933 (novembre) : Chabat[88]
- 1933 (novembre) : Collard (CSC)[89]
- 1933 (décembre) : Levet[90]
- 1934 (janvier - 15e médaille) : Robert Fradet-Perrin (Pédale Charentonnaise)[91]
- 1934 (janvier - 16e médaille) : Robert Fradet-Perrin (Pédale Charentonnaise)[92]

- 1934 (février) : Collard (CSC)[93]
- 1934 - Grande Finale : Rallier (Vaugirard-Grenelle Sportif) devant Pierre Henri Gabeloux, Dupouy et Cauderlé (ACC)[94]

- 1934 (octobre) : Dolivet[95]
- 1934 (novembre) : Cérutti[96]

- 1936 (12e médaille - janvier) : Rolland (SF)[97]
- 1936 (13e médaille - janvier) : Pierre Henri Gabeloux (VC Montreuil)[98]
- 1936 (19e médaille - février) : Guy Ovenberghe (CSC)[99]
- 1936 (mars) : Guy Ovenberghe (CSC)[100]

- 1936 (2e médaille - octobre) : Morizot (Moto Vélo Club Dijonnais)[101]
- 1936 (6e médaille - novembre) : Albert Eon (ACBB)[102]
- 1936 (9e médaille - décembre) : Cattalan (JPS)[103]
- 1936 (11e médaille - décembre) : Clerc (CS XVe)[104]

- 1937 (novembre) : Troualen (CVM)[105]
- 1938 (janvier) : André Pousse (UV 5e)[106]
- 1938 (17e médaille - janvier) : Provost (ACA)[107]
- 1938 : Georges Sérès (fils)
- 1938 - Grande Finale : Dolivet

- 1938 (3e médaille - octobre) : Jacques Verna[108]
- 1939 (février) : Meriau[109]
- 1939 (février) : Février[110]
- 1939 - Grande Finale : Louis Le Roux, Guigo[111]

- 1939 (octobre) : Picot[112]
- 1939 (décembre) : Decoudun[113]
- 1940 (février) : Marcel Goussot[114]
- 1940 (février) : Paraud (Club sportif clodoaldien)[115]
- 1940 - Grande Finale : Georges Senfftleben[116]

- 1940 (octobre - 2e médaille ) : Guy Claisy (ACBB)[117]
- 1940 (novembre - 4e médaille ) : Guy Claisy[118]
- 1940 (novembre - 5e médaille ) : Guy Claisy[119]
- 1940 (novembre - 7e médaille ) : André Rivoal (VS Saint-Denis)[120]
- 1941 - Grande Finale : Guy Claisy[121]

- 1941 (19 octobre) : A. Paillard, Marcel Babinot[122]
- 1941 (novembre) : Albert Gouery, Pierre Iacoponelli (CSC)[123]
- 1942 (janvier) : Grosdidier (Us Montargis), Caussignac (GCS)[124]
- 1942 (15 février) : Maurice Etienne (Pédale Levalloisienne)
- 1942 (22 février) : Maurice Etienne (Pédale Levalloisienne)
- 1942 - Grande Finale : Maurice Etienne, devant Henri Aubry (E.C. Antony) et Albert Gouery (Asnière Sportif)[125],[126]

- 1942 (novembre) : Marcel Babinot (ACBB)[127]
- 1942 : Pierre Kariger (ACBB)
- 1942 (novembre) : Gaston Dron[128]
- 1942 (décembre) : André Chassang (GCS), Raymond Guillemet (PUC)[129]

- 1943 (janvier - 11e médaille) : Roger Rioland
- 1943 (janvier - 12e médaille) : Henri Sensever (VCM)[130]
- 1943 (janvier) : Luminet (ACBB), Fillatre (AC)[131]
- 1943 (mars - 22e médaille) : Gaston Dron (VS)[132]

- 1943 (octobre - 1re médaille) : Maurice Doguette[133]
- 1943 (novembre) : Maurice Doguette (C.V. Moulineaux)[134],[135]
- 1944 (janvier - 11e médaille) : Le Gal (JPS)[136]
- 1944 (janvier - 12e médaille) : Roger Giroudeau
- 1944 (février - 17e médaille) : André Rivoal (Olympique Saint-Denis)[137]

- 1944 : Amouroux
- 1944 - Grande Finale : Maurice Maheu (ACP)[138]

- 1945 : Francis Brizon
- 1946  - Grande Finale : Dominique Forlini

- 1947  - Grande Finale : Serge Blusson

- 1948  - Grande Finale : Maurice Verdeun (SA Bordelais), Jacques Bellenger (VC 12e), Dupont (CAG Toul)
- 1949 (30 janvier) : Pierre Eusebi[note 3]
- 1949  - Grande Finale : André Darrigade devant Antonio Maspes[139]

- 1950  - Grande Finale : Armel Jahier devant Le Bot et Le Guerroué
- 1950 - 1er médaille : Walrawens (CSO)[140]
- 1950 - (décembre - 6e médaille) : Jean-Jacques Gonnin (VC 12e)

- 1951  - Grande Finale : Marino Morettini
- 1952 - (novembre - 5e médaille) : Paul Soubeyre (VC 12e)
- 1953  - Grande Finale : Paul Soubeyre (VC 12e), Coullomb (VC 12e) , Michel Gasnot (VC 12e)
- 1954  - Grande Finale : Robert Verdeun
- 1955  - Grande Finale : Lepage devant Michel Scob
- 1956 -  Grande Finale : Michel Rousseau
- 1958  - Grande Finale : Sergio Bianchetto
- 1959  - Grande Finale : Angelo Damiano

### Parc des Princes
- 1960 : Jacques Suire[141]
- 1963 : Daniel Fix

### INSEP - Halle Joseph Maigrot
- 1990 : Florian Rousseau